# Martin Suchomel
Martin Suchomel (* 11. září 2002 Praha) je český profesionální fotbalista, který hraje na pozici levého obránce za český klub AC Sparta Praha a za český národní tým do 21 let.

## Klubová kariéra

### Sparta Praha
Suchomel je odchovancem pražské Sparty, kde prošel všemi mládežnickými kategoriemi.
Před sezonou 2021/22 byl přesunut do sparťanské druholigové rezervy. V té debutoval hned v základní sestavě prvního ligového kola proti Chrudimi; premiérový gól vstřelil 31. října 2021 ve 13. kole Dukle (výhra 5:1). Během podzimní části sezony nastoupil celkem do 11 utkání.
V návaznosti na výkony byl pozván do zimní přípravy sparťanského A-týmu. V A-týmu debutoval 9. února 2022 v zápase čtvrtfinále MOL Cupu proti pražské Slavii. Dne 17. února debutoval v pohárové Evropě, když odehrál celé utkání šestnáctifinále Konferenční ligy proti srbskému Partizanu. V lize si odbyl svůj debut 23. dubna, kdy nastoupil do závěru utkání proti Baníku Ostrava. 18. května nastoupil do finále českého poháru proti Slovácku, které však Sparta překvapivě prohrála 1:3. V létě 2022 podepsal na Letné nový víceletý kontrakt.

#### Mladá Boleslav (hostování)
Podzimní část sezóny 2022/23 strávil Suchomel v druholigové rezervě, v lednu 2023 ale odešel na osmnáctiměsíční hostování do Mladé Boleslavi. V jejím dresu debutoval 29. ledna při bezbrankové ligové remíze s Brnem. Během jarní části sezóny se Suchomel stal stabilním členem základní sestavy Mladé Boleslavi, se kterou v sezóně 2023/24 skončil na konečné páté příčce a pomohl k postupu do pohárové Evropy. Během sezóny a půl v Mladé Boleslavi nastoupil Suchomel do 37 soutěžních utkání, v nichž vstřelil 2 góly a přidal 2 asistence.

## Reprezentační kariéra
Suchomel má na kontě 3 starty za reprezentaci do 18 let v rámci Memoriálu Václava Ježka. V roce 2021 nastoupil čtyřikrát za reprezentaci do 20 let v U20 Elite League.